# Longgang (socken i Kina, Sichuan)
Longgang (kinesiska: 龙岗乡, 龙岗) är en socken i Kina. Den ligger i provinsen Sichuan, i den sydvästra delen av landet, omkring 290 kilometer öster om provinshuvudstaden Chengdu. Antalet invånare är 19 245. Befolkningen består av 9 568 kvinnor och 9 677 män. Barn under 15 år utgör 19,0 %, vuxna 15-64 år 68 %, och äldre över 65 år 11,0 %.
Genomsnittlig årsnederbörd är 1 699 millimeter. Den regnigaste månaden är september, med i genomsnitt 337 mm nederbörd, och den torraste är december, med 12 mm nederbörd.